# Список послов СССР и России в Камеруне
В статье представлен список послов СССР и России в Республике Камерун.

## Хронология дипломатических отношений
- 18 — 22 февраля 1964 г. — установление дипломатических отношений на уровне посольств.

## Список послов
| Срок полномочий                    | Посол                            | Годы жизни | Вручение верительных грамот |
| ---------------------------------- | -------------------------------- | ---------- | --------------------------- |
| СССР                               |                                  |            |                             |
| 4 июля 1964 — 15 июня 1968         | Владимир Всеволодович Снегирёв   | 1923—2001  | 14 августа 1964             |
| 15 июня 1968 — 19 июля 1972        | Иван Александрович Мельник       | 1914—1976  | 5 сентября 1968             |
| 19 июля 1972 — 28 августа 1978     | Александр Евгеньевич Малышев     | 1919—2004  | 30 сентября 1972            |
| 28 августа 1978 — 16 июля 1980     | Вадим Степанович Тикунов         | 1921—1980  | 4 ноября 1978               |
| 9 ноября 1980 — 8 июня 1986        | Спартак Сергеевич Зыков          | 1925—2005  | 10 января 1981              |
| 8 июня 1986 — 18 марта 1991        | Владимир Иванович Фёдоров        | род. 1929  |                             |
| 18 марта 1991 — 25 декабря 1991    | Виталий Яковлевич Литвин         | род. 1944  |                             |
| Российская Федерация               |                                  |            |                             |
| 25 декабря 1991 — 6 февраля 1996   | Виталий Яковлевич Литвин         | род. 1944  |                             |
| 6 февраля 1996 — 6 мая 2000        | Евгений Алексеевич Уткин         | 1939—2019  |                             |
| 26 мая 2000 — 24 марта 2006        | Пулат Хабибович Абдуллаев        | род. 1942  |                             |
| 24 марта 2006 — 28 февраля 2011    | Станислав Анварович Ахмедов      | род. 1952  |                             |
| 28 февраля 2011 — 18 сентября 2017 | Николай Леонидович Рациборинский | род. 1949  |                             |
| 18 сентября 2017 — 14 ноября 2023  | Анатолий Геннадьевич Башкин      | род. 1961  | 22 декабря 2017             |
| 14 ноября 2023 — настоящее время   | Георгий Владимирович Тодуа       | род. 1964  | 29 ноября 2024              |